# Mołczadź (przystanek kolejowy)
Mołczadź (biał. Моўчадзь, ros. Молчадь) – przystanek kolejowy w miejscowości Mołczadź, w rejonie baranowickim, w obwodzie brzeskim, na Białorusi. Leży na linii Równe – Baranowicze – Wilno.